# Hengforden
Hengforden is een buurtschap in de gemeente Olst-Wijhe in de Nederlandse provincie Overijssel. Het ligt in het zuiden van de gemeente, 3 kilometer ten zuidoosten van Olst.
Hoofdplaatsen: Olst · Wijhe      Dorpen: Boerhaar · Boskamp · Den Nul · Welsum · Wesepe

Buurtschappen: Duur · Eikelhof · Elshof · Fortmond · Hengforden · Herxen · Marle · Middel · Welsumerveld 

Voormalige gemeenten: Olst · Wijhe

Overijssel · Steden en dorpen in Overijssel      Nederland · Provincies · Gemeenten